# Cotesia autographae
Cotesia autographae är en stekelart som först beskrevs av Muesebeck 1921.  Cotesia autographae ingår i släktet Cotesia och familjen bracksteklar. Inga underarter finns listade i Catalogue of Life.